# Vickers VC10
Vous lisez un « bon article » labellisé en 2021.
Dimensions
Le Vickers VC10 ou VC-10 est un avion de ligne quadriréacteur britannique des années 1960, produit par la British Aircraft Corporation. Appartenant à la première génération des longs-courriers à réaction, il se caractérise par des moteurs montés à l'arrière (à l'instar du biréacteur Sud-Aviation SE 210 Caravelle), mais deux de chaque côté, et une conception le rendant peu exigeant en infrastructures (notamment en longueur et qualité des pistes) pour un avion de cette catégorie. Il peut transporter 174 passagers dans sa version allongée.
Le VC10 vole pour la première fois le 29 juin 1962, pour ce vol inaugural, c'est le pilote Brian Trubshaw qui va prendre les commandes de l'appareil qui est amené à succéder aux appareils Comet de la compagnie britannique British Overseas Airways Corporation. C'est le seul long-courrier subsonique produit par un pays européen (hors URSS) jusqu'à l'arrivée de l'Airbus A300 une décennie plus tard. Malgré les qualités certaines du VC10, qui est un avion sophistiqué, fiable et confortable pour son époque, il ne rencontre pas de succès commercial. Il n'est produit qu'à 54 exemplaires, pour seulement cinq clients : la British Overseas Airways Corporation, British United Airways, deux compagnies africaines du Commonwealth (Ghana Airways et East African Airways) et la Royal Air Force.
Cette dernière reprend la plupart des avions restant à la fin de leur carrière commerciale. Au sein de la force aérienne, l'avion a une longue carrière comme cargo et ravitailleur. Il a aussi, à de nombreuses reprises, transporté la Reine d'Angleterre et d'autres personnalités, ce qui a contribué à faire du VC10 une icône britannique.

## Origine

### VickersetBritish Aircraft Corporation
La société Vickers est initialement une fonderie créée en 1828 à Sheffield au Royaume-Uni. Elle produit ensuite des navires, des sous-marins ou encore des pièces d'artillerie. Son activité aéronautique est lancée en 1911 et renforcée en 1928 par l'acquisition de Supermarine. Cette filiale produit, à partir de 1936, le Spitfire, un des chasseurs les plus célèbres de la Seconde Guerre mondiale. Le Vickers Viscount, développé par Vickers en réponse à l'une des requêtes du comité Brabazon, est le premier avion de ligne à turbopropulseurs au monde. Il fait son premier vol en 1948 et rencontre un vif succès commercial avec 445 unités vendues.
En 1960, dans une approche dirigiste, le gouvernement britannique impose la fusion de quatre avionneurs pour former la British Aircraft Corporation : il s'agit de la division aéronautique de Vickers, de Hunting Aircraft (connue surtout pour ses avions d'entraînement), de English Electric (qui avait réalisé le chasseur bisonique Lightning) et de Bristol Aeroplane Company (dont l'Histoire a surtout retenu les bombardiers construits pendant la guerre).

### Lancement du programme
En 1952, Vickers présente son premier projet de long-courrier quadriréacteur, le Vickers 1000. Dans ce projet, les réacteurs sont implantés dans les ailes et il ressemble à une version plus grande du De Havilland Comet. Il intéresse à la fois la Royal Air Force et la British Overseas Airways Corporation (BOAC), ancêtre de British Airways. La BOAC se désengage du projet et préfère acheter des Boeing 707, en développement aux États-Unis. Plusieurs raisons motivent ce choix, notamment les accidents du De Havilland Comet ayant réduit la confiance en l'industrie aéronautique britannique à un niveau plancher, et les coûts d'exploitation plus faibles promis par l'avion de Boeing. Le projet Vickers 1000 est abandonné, alors que le prototype était déjà en cours d'assemblage.
Néanmoins, il s'avère rapidement que le 707 n'est pas très adapté aux lignes desservant l'Empire britannique, notamment en Afrique. En effet, il est sous-motorisé pour les climats chauds et incapable d'utiliser les pistes relativement rudimentaires de la plupart des aéroports coloniaux. La BOAC revient donc vers Vickers pour développer un avion répondant à ce besoin et le contrat est signé en 1958. Le développement du VC10 est déjà bien avancé au moment de la fusion qui donne naissance à la British Aircraft Corporation, et l'avion garde le nom Vickers.

## Caractéristiques
L'avion est aussi gros que le Boeing 707, emportant jusqu'à 150 passagers et affichant une masse maximale au décollage de 140 tonnes. Pour l'époque, le VC10 est confortable et silencieux, grâce à ses réacteurs Conway conçus par Rolls-Royce, premiers réacteurs à double flux à être admis en service régulier.

### Conception générale
La caractéristique la plus marquante de la conception du VC10 est l'installation des réacteurs à l'arrière du fuselage. Cette configuration était déjà adoptée sur la Caravelle française, et se retrouve dans de nombreux jets régionaux et d'affaire jusqu'au XXIe siècle. Néanmoins, le VC10 est l'un des seuls avions (avec l'Iliouchine Il-62 et le Lockheed JetStar) à posséder quatre réacteurs à l'arrière, montés deux par deux. Le fait de monter les réacteurs à l'arrière présente de nombreux avantages : 
- le risque de voir un réacteur avaler un objet étranger au décollage ou à l'atterrissage est très fortement réduit. C'est l'élément déterminant dans le choix de cette configuration pour le VC10, dont le cahier des charges exige alors l'utilisation de pistes sommaires ou mal entretenues ;
- les moteurs étant moins éloignés de l'axe de l'avion, l'asymétrie de la poussée en cas de panne de l'un d'eux est moindre ;
- les ailes n'ayant pas à porter les moteurs, elles peuvent être plus légères et mieux optimisées aérodynamiquement ;
- le risque en cas d'explosion d'un moteur est moindre, car les réservoirs de carburant (situés dans les ailes) sont plus éloignés ;
- le bruit dans la cabine est réduit.

Néanmoins, cette formule a aussi des inconvénients. D'une part, elle empêche d'installer des sièges dans l'extrémité arrière du fuselage, réduisant quelque peu la capacité de l'avion à taille égale. Et surtout, elle déplace considérablement le centre de gravité de l'appareil vers l'arrière. Pour compenser, les concepteurs du VC10 ont placé les ailes très en arrière : la section de fuselage en arrière des ailes est beaucoup plus courte que celle en avant. Cette décision crée à son tour une autre contrainte : le bras de levier dont disposent les stabilisateurs et commandes aérodynamiques est raccourci, ce qui doit être compensé par la taille de l'empennage, très grand par rapport à l'avion. Autre problème posé par cette configuration, le flux d'air alimentant les moteurs peut être perturbé par l'ombre aérodynamique du fuselage (notamment dans un décollage par fort vent latéral) ou des ailes (à très haute incidence).

### Train d'atterrissage

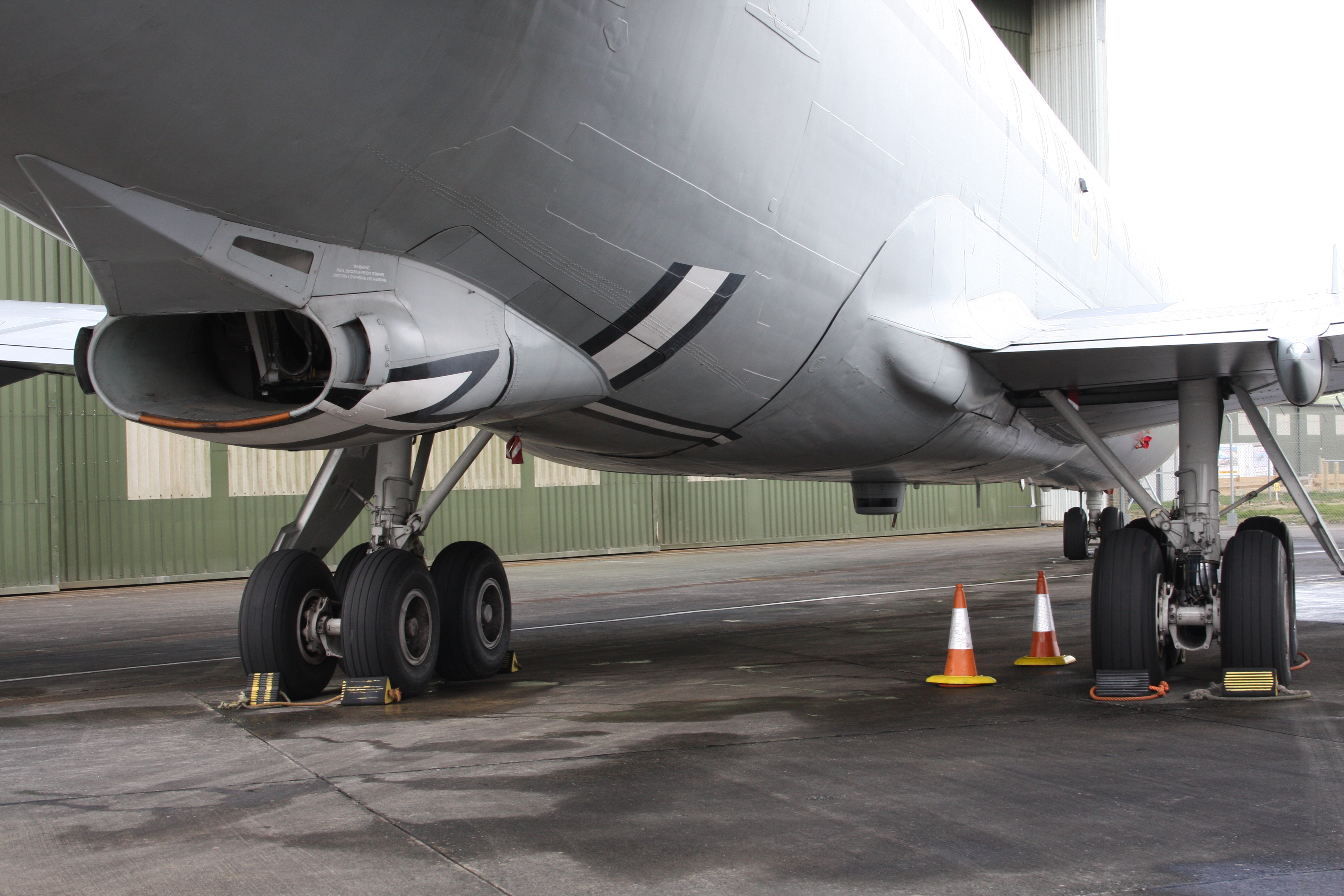
Train d'atterrissage principal du VC 10.

Un autre élément particulier de la conception du VC10, beaucoup moins visible, est la conception de son train d'atterrissage principal. Le cahier des charges du VC10 demandant que l'avion soit apte à utiliser des pistes sommaires, le train devait être souple et robuste. Il a été dessiné de façon très originale : la jambe principale prend appui à la fois sur le fuselage et sur le longeron arrière de l'aile, et il y a deux bielles de verrouillage au lieu d'une seule. Cette conception est reprise un demi-siècle plus tard sur l'Airbus A350.

### Commandes et systèmes de vol
Par sécurité, la VC10 compte deux réseaux hydrauliques indépendants. Chacun d'entre eux est alimenté par deux pompes actionnées directement par deux réacteurs, via une transmission mécanique. Ce système hydraulique fournit en énergie les volets, les spoilers, les becs de bord d'attaque, la correction de l'incidence du plan horizontal, et tout ce qui concerne le train d'atterrissage (vérins de sortie et rentrée, direction du train avant, et freins). En revanche, contrairement à la grande majorité des avions de ligne, le VC10 ne fait pas fonctionner les surfaces de pilotage sur le système hydraulique principal. Elles sont partitionnées : chaque aileron en deux, le gouvernail de profondeur en quatre et la dérive en trois, ce qui fait un total de onze surfaces indépendantes, chacune commandée par deux systèmes hydrauliques redondants, alimentés par une pompe électrique et indépendants du système hydraulique principal.
Concernant le réseau électrique, il est alimenté par quatre génératrices de 40 kVA chacune, actionnées par chaque moteur. Le système fonctionne en courant alternatif à 200 Volts en 400 Hertz. Le système de dégivrage des ailes, dupliqué, fonctionne avec de l'air comprimé prélevé sur le compresseur des moteurs. L'avion dispose également d'une capacité d'atterrissage aux instruments quasiment automatisée et très innovante pour l'époque.

### Motorisation
Tous les VC10 sont équipés de turbofans Rolls-Royce RB.80 Conway. Ce réacteur est le premier double flux à avoir été produit en série. Ses essais au banc ont commencé dès 1953. Le Conway connaît une carrière assez longue, ses différentes versions équipant des avions civils (Boeing 707, Douglas DC-8 et donc VC10) et militaires (Handley Page Victor). Le Conway RCo 42, qui équipe les premiers VC10 et développe 100 kN, est déjà une évolution du modèle initial, avec une soufflante plus grande permettant d'augmenter le taux de dilution (c'est-à-dire le rapport entre les volumes d'air des flux froids et chauds) de 0,25 à 0,6 (valeurs qui restent très basses par rapport aux turbofans modernes, qui dépassent les 10). Il reprend aussi la conception double corps du Rolls-Royce Olympus, c'est-à-dire qu'il possède deux arbres coaxiaux permettant d'avoir des vitesses de rotation différentes : les turbines basse pression entrainent les compresseurs basse pression, les turbines haute pression entraînent les compresseurs haute pression. L'avion est surmotorisé comparé à ses équivalents : cela lui permet de décoller plus facilement depuis des aéroports dont les pistes sont courtes, ou situés en altitude, ou dans des climats chauds, sans devoir limiter sa charge utile,.

### Système de carburant
Le Standard VC10 possède sept réservoirs, pour une capacité de totale de 81,8 m3 : trois dans chaque aile, et un dans le caisson central. Le Super VC10 ajoute les 6,1 m3 du réservoir placé dans la dérive. Les réservoirs sont structurels, c'est-à-dire qu'ils sont situés directement sous la « peau » de l'avion. Deux points de ravitaillement sont situés de part et d'autre du fuselage ; l'avion peut être ravitaillé par l'un ou l'autre, ou par les deux en parallèle pour accélérer le processus. La fiabilité et la redondance des pompes a été particulièrement soignée : en effet, sur un avion comme le 707, les moteurs peuvent être nourris par simple gravité, même si les pompes sont défaillantes, tandis que sur le VC10, les moteurs sont situés plus haut que les réservoirs, et ne peuvent donc être alimentés que par les pompes.

### Gestion de l'air
Deux petites entrées d'air sont situées de part et d'autre du fuselage, entre les deux moteurs. L'air admis passe par de petits compresseurs, puis un échangeur de chaleur dans la dérive, pour être injecté dans la cabine. L'air est injecté par le sol de la cabine. En cas de dépressurisation, des masques à oxygène tombent pour l'ensemble des passagers et de l'équipage, le VC10 était d'ailleurs le premier avion de ligne à disposer d'une réserve d'oxygène pur.

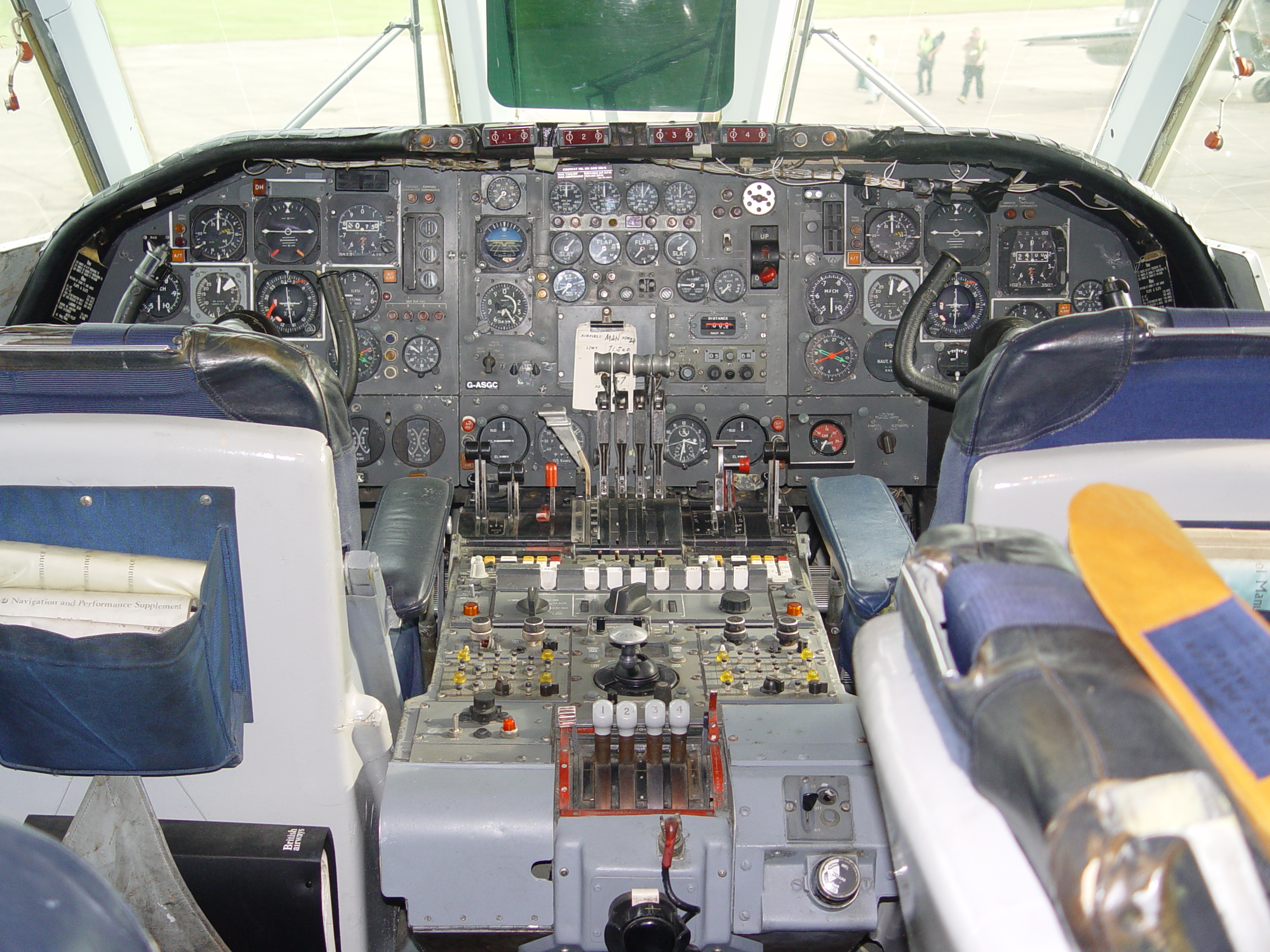
Poste de pilotage d'un VC10 de la British Overseas Airways Corporation dans un musée.
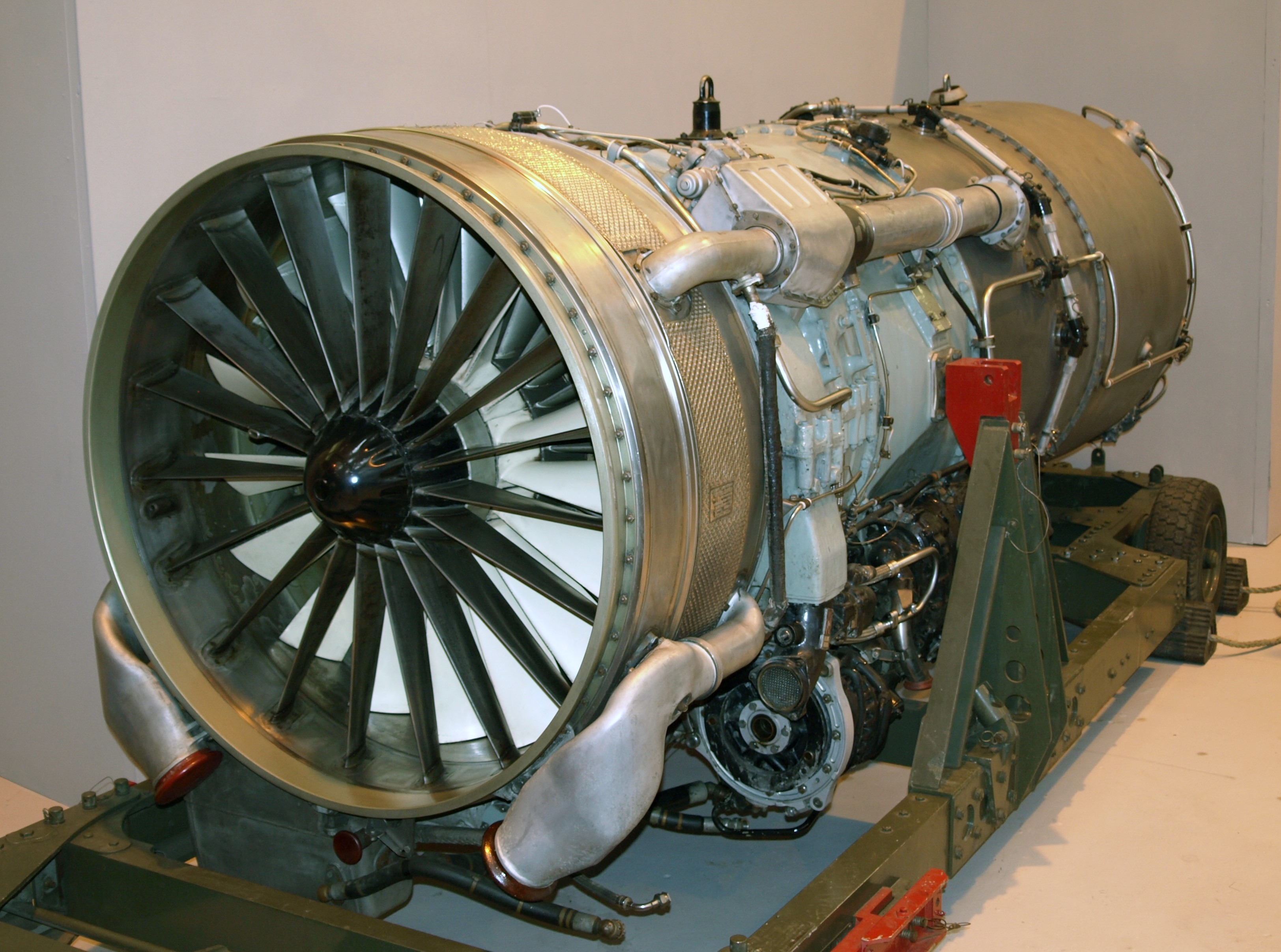
Rolls-Royce Conway en exposition.
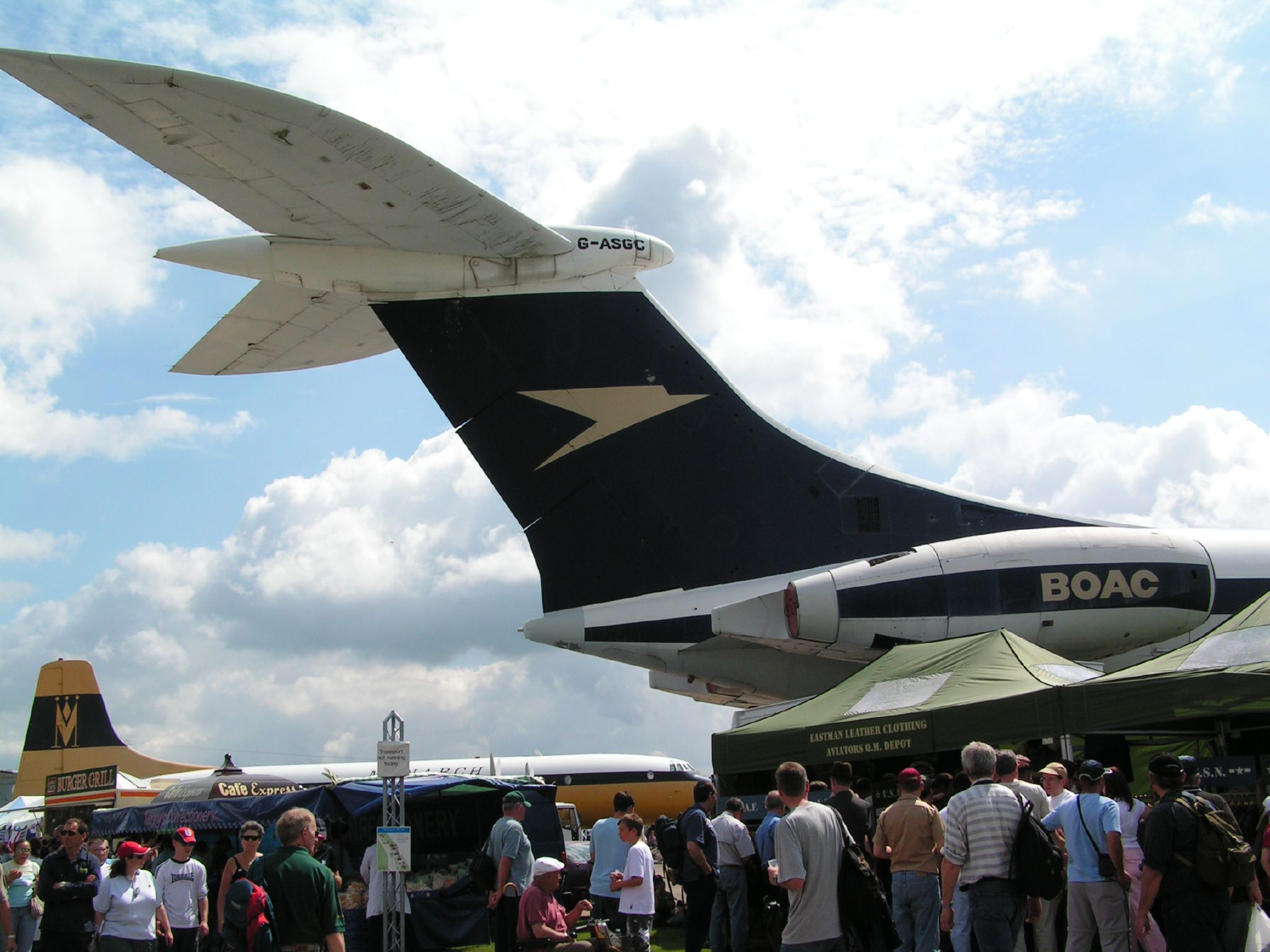
La queue caractéristique de l'avion.

## Versions

### Variantes produites
Trois types de VC10 ont été produits : 
- le Standard VC10 (ou Type 1101) désigne la première version de production, produite à dix-huit exemplaires[17] ;
- le Super VC10 (ou Type 1151) est une version dont le fuselage a été allongé de 3,96 m et dont la masse maximale au décollage a été augmentée de 141 tonnes à 152 tonnes. Le nombre de sièges de la classe économique passe de 135 à 174, les réacteurs ayant été changés pour des Conway RCo.43 de 100,1 kN de poussée. Un réservoir de 6 540 litres est placé dans la dérive (ce qui est aujourd'hui la norme)[1]. Cette version, développée en parallèle avec le Standard VC10, a été produite à vingt-deux exemplaires et a fait son premier vol le 7 mai 1964[17] ;
- le VC10 C.1 (ou Type 1106) est la version destinée au transport militaire. Elle a été produite à quatorze exemplaires pour la Royal Air Force. Il utilise le fuselage du standard mais possède les moteurs et le réservoir de dérive du Super. Cet avion peut transporter jusqu'à 150 soldats (les sièges ayant été tournés vers l'arrière sur cette version pour améliorer la sécurité) ou 78 blessés allongés[1].

### Dérivés proposés
Alors qu'il est en développement, le VC10 est brièvement envisagé comme vecteur nucléaire pour une capacité de riposte à une attaque nucléaire. La proposition consiste à doter la RAF d'une force de 36 VC10 équipés chacun de quatre missiles aéroballistiques AGM-48 Skybolt. Cette option se heurte toutefois au manque de capacité de détection avancée d'une attaque ennemie, et elle devient de toute façon impossible à mettre en œuvre une fois que les Américains abandonnent le développement du Skybolt, en décembre 1962. Les sous-marins nucléaires de classe Resolution équipés de missiles polaris constitueront finalement la capacité de riposte nucléaire britannique.
En 1964, le gouvernement britannique lance un appel d'offres pour un avion de patrouille maritime destiné à remplacer le Avro Shackleton. BAC propose un dérivé du VC10, mais le choix se porte finalement sur une cellule plus petite et moins coûteuse, celle du Comet 4, ce qui donne naissance au Hawker Siddeley Nimrod.
Au cours des années 1960, dans l'optique de développer un avion à plus grande capacité (autour de 265 places), Vickers envisage un avion extrapolé du VC10, reprenant la même configuration, mais à double pont, avec un fuselage en « 8 » (bilobé vertical). Les réacteurs seraient des Rolls-Royce RB.178, ou Super Conway. Ce projet ne dépasse guère le stade de la conception. Le réacteur RB.178 n'est pas non plus construit, mais ce projet est considéré comme une étape qui a mené au célèbre RB.211. Le fuselage bilobé aurait utilisé des éléments de structure du fuselage du VC10, permettant de mutualiser les outillages,,. Une proposition encore plus insolite, avancée vers 1964 mais sans lendemain, consiste à créer un gros porteur en assemblant trois fuselages de Super VC10 liés par des segments de voilure, avec six réacteurs à l'arrière.
BAC essaie de relancer le programme au tout début des années 1970, en proposant un VC10 modernisé. L'appareil envisagé devient biréacteur, chaque paire de réacteurs Conway étant remplacée par un RB.211, réacteur de nouvelle génération (à haut taux de dilution), réduisant considérablement la consommation.

### Tableau comparatif
| Donnée                                 | Vickers Standard VC10                  | Vickers Super VC10,                     | B707-320B                        | DC-8-50                           |
| -------------------------------------- | -------------------------------------- | --------------------------------------- | -------------------------------- | --------------------------------- |
| Envergure                              | 44,55 m                                | 44,55 m                                 | 44,42 m                          | 43,41 m                           |
| Longueur                               | 48,36 m                                | 52,32 m                                 | 46,61 m                          | 45,87 m                           |
| Hauteur                                | 12,04 m                                | 12,04 m                                 | 12,93 m                          | 13,21 m                           |
| Largeur fuselage                       | 3,76 m                                 | 3,76 m                                  | 3,76 m                           | 3,73 m                            |
| Passagers (max)                        | 151                                    | 174                                     | 189                              | 189                               |
| Sièges par rangée (classe éco)         | 6                                      | 6                                       | 6                                | 6                                 |
| Équipage cockpit                       | 3                                      | 3                                       | 3                                | 3                                 |
| Motorisation (4 réacteurs double flux) | Rolls-Royce RB.80 Conway 540 (4×94 kN) | Rolls-Royce RB.80 Conway 550 (4×101 kN) | Pratt & Whitney JT3D-7 (4×85 kN) | Pratt & Whitney JT3D-3D (4×76 kN) |
| Masse à vide                           | 63,3 t                                 | 71,2 t                                  | 67,5 t                           | 65 t                              |
| Masse maximale au décollage            | 141 t                                  | 152 t                                   | 151 t                            | 141 t                             |
| Autonomie avec passagers               | 8 100 km                               | 7 600 km                                | 11 185 km                        | 10 843 km                         |
| Longueur piste décollage               | 2 541 m                                | 2 667 m                                 | 3 280 m                          | 3 000 m                           |

## Échec commercial
Malgré ses qualités, l'avion ne connaît guère de succès commercial : seuls 54 exemplaires sont produits de 1962 à 1970, exclusivement pour les marchés britannique et africain. L'avion est pourtant apprécié autant des passagers que des équipages. En particulier, le niveau de bruit dans la cabine est remarquablement bas, le VC10 faisant mieux sur ce plan que certains avions à double couloir plus récents.
Le principal client est la British Overseas Airways Corporation, ancêtre de British Airways, qui avait fourni le cahier des charges pour la conception de l'appareil. Néanmoins, elle réduit considérablement ses commandes, achetant seulement douze Standard VC10 (sur les dix-sept prévus initialement) et dix-sept Super VC10 (sur les trente prévus initialement). Une autre compagnie britannique, la British United Airways (absorbée en 1970 par la British Caledonian), achète quatre Standard VC10. L'avion trouve également deux clients en Afrique, dans des pays du Commonwealth : Ghana Airways achète deux Standard et East African Airways (compagnie publique cogérée par la Tanzanie, le Kenya et l'Ouganda) prend livraison de cinq Super VC10. En ajoutant les quatorze VC10 militaires achetés par la RAF, la liste des acheteurs est courte. L'une des raisons de l'échec de l'avion est que l'empire colonial qu'il était supposé desservir avait disparu,. Le VC10 fait partie de la série d'appareils britanniques qui ont connu des échecs commerciaux dans les années 1950 et 1960, conduisant au déclassement du pays comme puissance de l'industrie aéronautique, avec le Bristol Brabazon, le Vickers Vanguard, le Bristol Britannia, Saunders-Roe SR.45 et le programme franco-britannique Concorde.
À cela, il faut ajouter d'autres opérateurs qui ont acheté d'occasion ou loué des VC10. Un avion de la BOAC est racheté en 1974 par les Émirats arabes unis, qui l'utilisent comme avion officiel jusqu'en 1981. De même, Oman rachète un avion qui sert aux déplacements du sultan de 1974 à 1987. Le gouvernement qatari fait également l'usage d'un VC10, loué à BOAC, de 1975 à 1981.
Un autre est acheté en 1969 par Nigeria Airways, mais est détruit quelques semaines plus tard dans un accident. Gulf Air, une compagnie basée au Bahreïn, achète également cinq Standard VC10 de la BOAC, mais ne les utilise que pendant deux ans. Deux avions de la Caledonian, sont revendus à Air Malawi et Middle East Airlines avec, ici aussi, une utilisation courte.

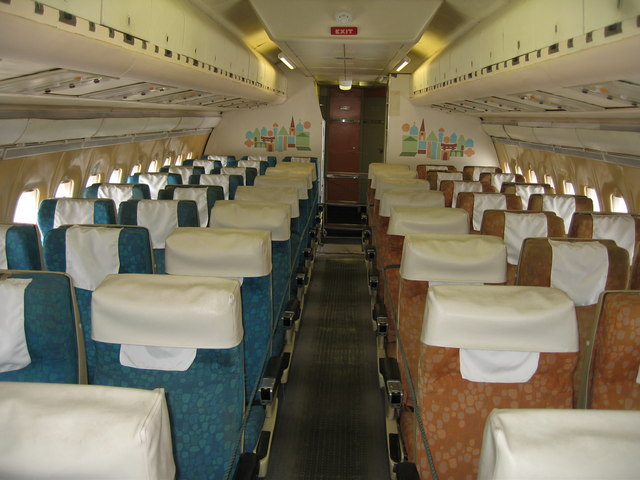
Cabine passagers d'un VC10 de la British Overseas Airways Corporation dans un musée.
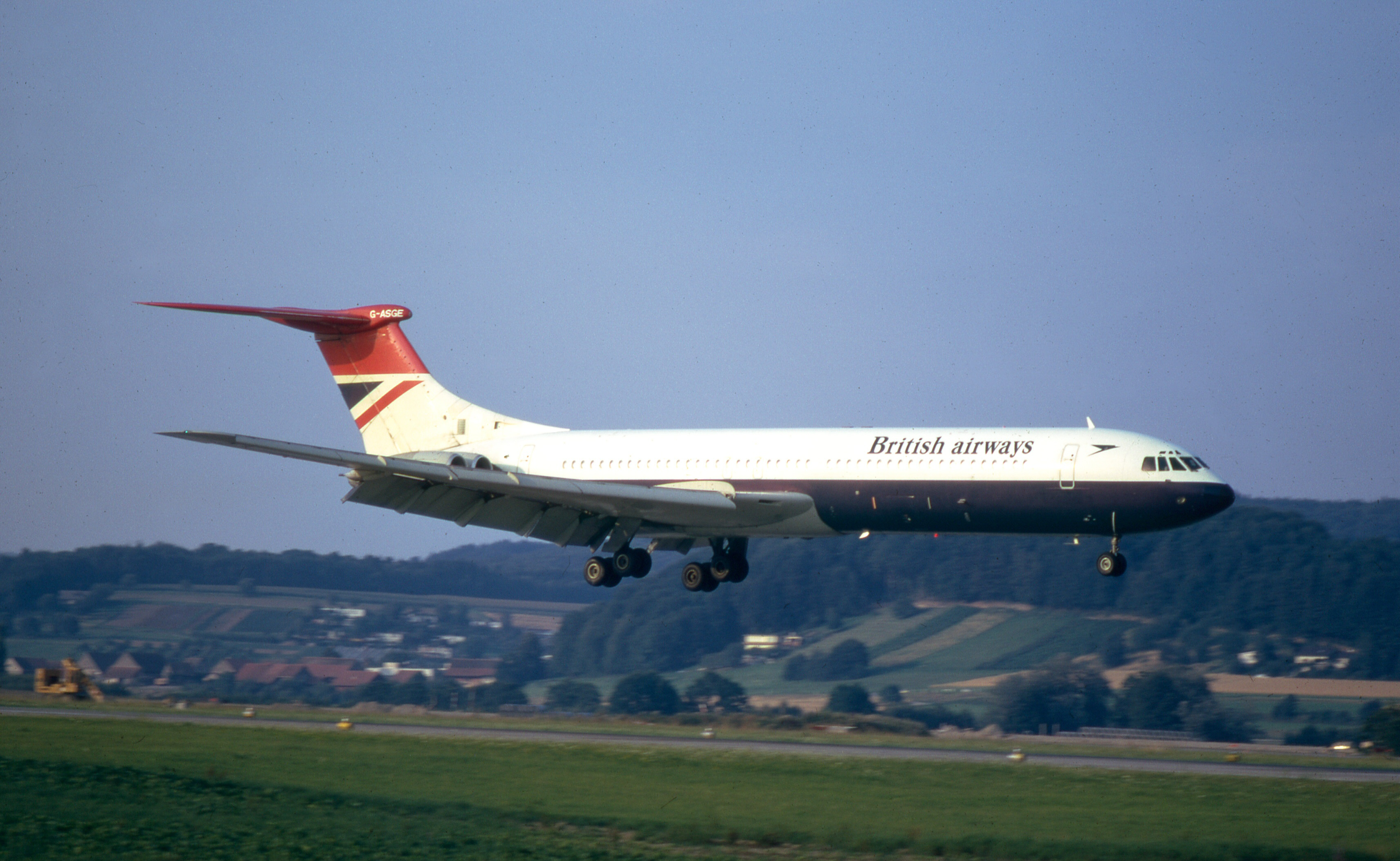
VC10 aux couleurs de British Airways.
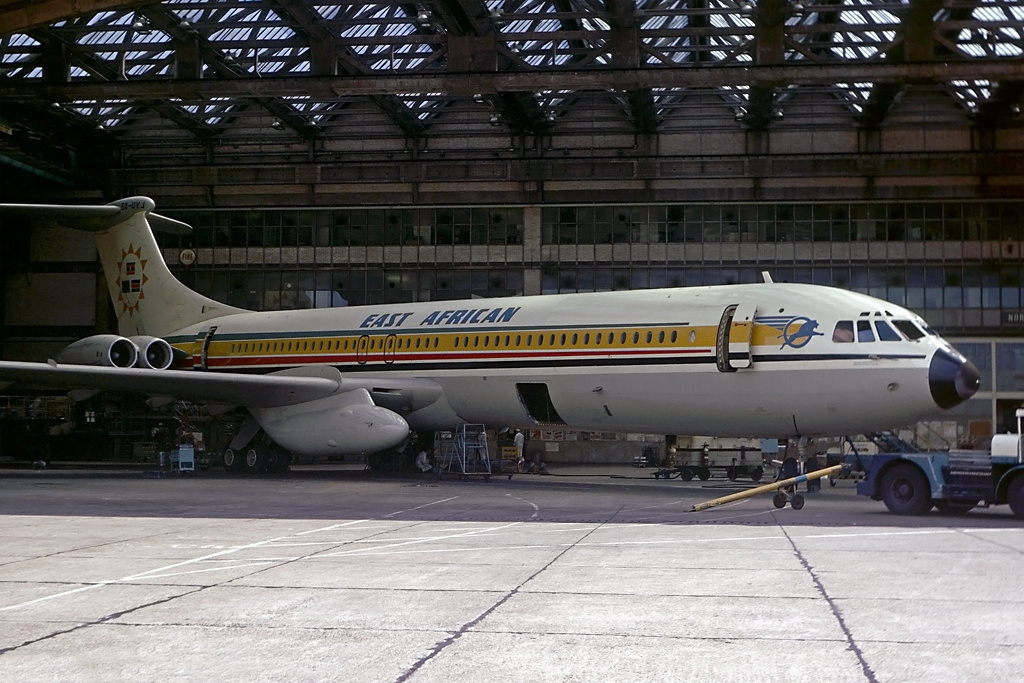
VC10 aux couleurs de East African Airways.
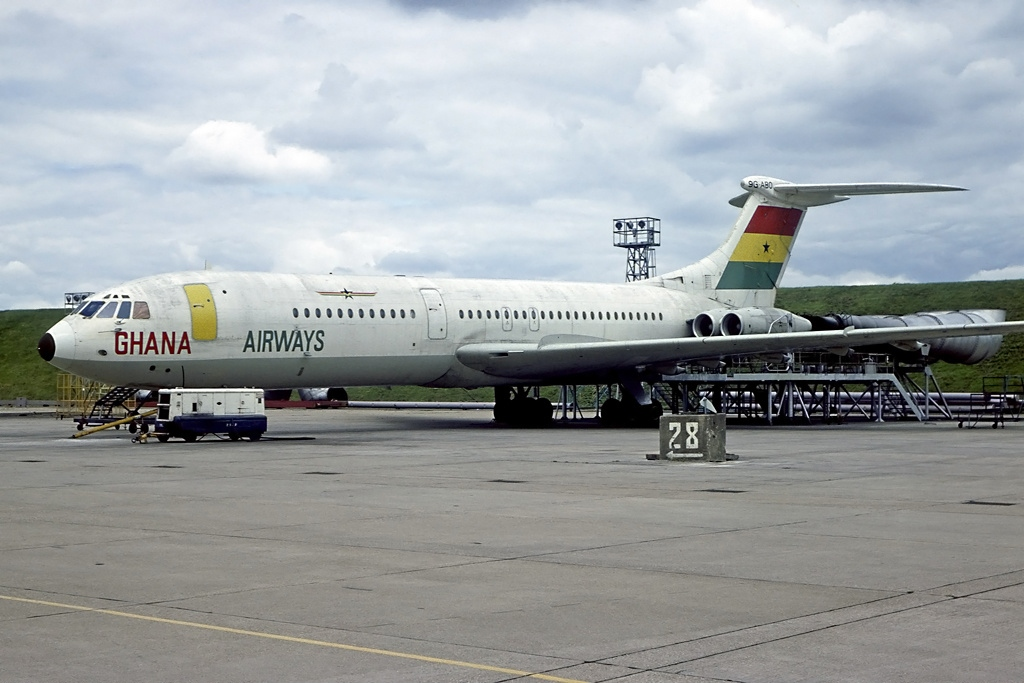
Appareil ghanéen.

## Carrière au sein de laRoyal Air Force
Un total de vingt-huit VC10, donc plus de la moitié des appareils produits, ont été utilisés par la Royal Air Force. L'arrivée de ces avions dans le service de la RAF s'est faite en trois temps.

### Première série: les VC10 C1
Dans une première étape, la RAF prend livraison de quatorze VC10 neufs de 1966 à 1968 en tant que transporteurs stratégiques. Ces avions, déployé au sein du No. 10 Squadron RAF sur la base aérienne de RAF Brize Norton dans le Oxfordshire, sont désignés VC10 C1. Leur fuselage est celui des Standard VC10, mais ils partagent avec le Super VC10 les moteurs (légèrement plus puissants) et la dérive (contenant un réservoir supplémentaire). Ils sont aussi dotés d'une porte cargo. Ils portent les numéros de série constructeur 826 à 839 et reçoivent les noms de pilotes titulaires de la croix de Victoria,.
Outre leur rôle de transport stratégique, ils remplissent diverses fonctions pour le gouvernement britannique. Ayant un aménagement spécialisé pour le transport des hautes personnalités, certains sont fréquemment utilisés pour les déplacements de la reine Élisabeth II et du Premier ministre,.

### Avions d'occasion dans les années 1980
Dans un deuxième temps, des appareils d'occasion viennent les rejoindre. British Airways retire progressivement ses VC10 du service entre 1980 et 1981. Il en va de même pour East African Airways, à la même époque. La Royal Air Force rachète alors un total de vingt-trois appareils : quatre Super VC10 de East African, cinq Standard VC10 et 14 Super VC10 de British Airways. L'objectif est principalement de les utiliser pour le ravitaillement en vol.
British Aerospace est chargé de convertir neuf appareils en ravitailleurs : cinq des Standard VC10 de la BOAC (redésignés VC10 K.2) et les quatre super VC10 de EEA (redésignés VC10 K.3). Les quatorze avions restants sont stockés à Prestwick, en vue d'utilisation future et comme réserve de pièces détachées pour le reste de la flotte.
La RAF utilise la technique de ravitaillement probe-and-drogue, où l'avion ravitaillé est doté d'une perche, qu'il vient engager dans une valve remorquée par le ravitailleur, au bout d'un tube souple, et ralentie aérodynamiquement par une sorte de panier. Deux nacelles de ravitaillement sont installées sous les ailes. En outre, d'autres modifications sont effectuées. Quatre réservoirs supplémentaires (3 182 litres chacun) sont installés dans la cabine. Enfin, un système de caméras est installé pour surveiller le ravitaillement, ainsi que les feux nécessaires au ravitaillement de nuit.
Ces ravitailleurs opèrent en parallèle avec les Handley Page Victor, et par suite avec les Lockheed L-1011 TriStar. Ils entrent en service à partir de 1984 au sein du No. 101 Squadron RAF, trop tard pour participer à la guerre des Malouines. Ils sont par contre massivement utilisés pour le soutien des opérations alliées entre 1990 et 1991, pendant la guerre du Golfe.

### Ravitailleurs supplémentaires dans les années 1990
Les Victor étant retirés en 1993, des VC10 ravitailleurs supplémentaires sont nécessaires. Ainsi, les treize VC10 C1 restants sont convertis en ravitailleurs, sans réservoirs dans la cabine pour conserver leur capacité cargo et transport de personnalités, sous le nom C1K, au cours des années 1990. En parallèle, cinq des Super VC10 qui étaient entreposés à Prestwick sont également convertis en ravitailleurs (désignés VC10 K.4), et remis en service. Ils rencontrent cependant rapidement des problèmes de corrosion.
La flotte de VC10 s’amenuisant avec les années, les deux escadrons fusionnent en octobre 2006 ; le 101e escadron met en œuvre les derniers C.1K, K.3 et K.4 qui restent encore en service dans la RAF comme avions ravitailleurs, soit treize appareils en juin 2010 et huit en juillet 2012 (quatre K3, trois C.1K et un K4). Leur dernier vol opérationnel a lieu le 20 septembre 2013. Ils sont remplacés par l'Airbus A330 MRTT Voyagers.

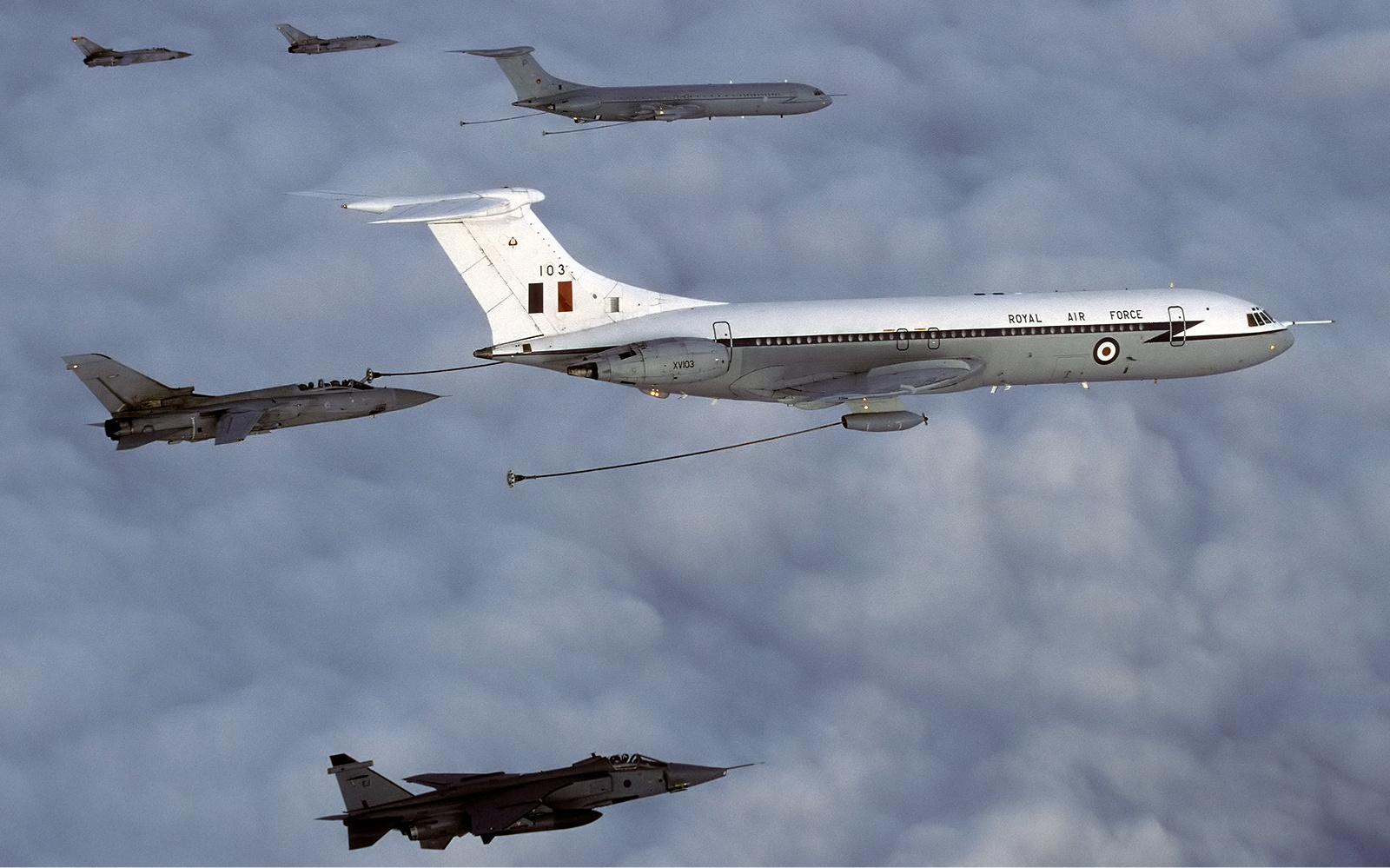
Un Vickers VC10 C1K au premier plan avec un second VC10 ravitaillant une formation de Tornado et de SEPECAT Jaguar en 2000.
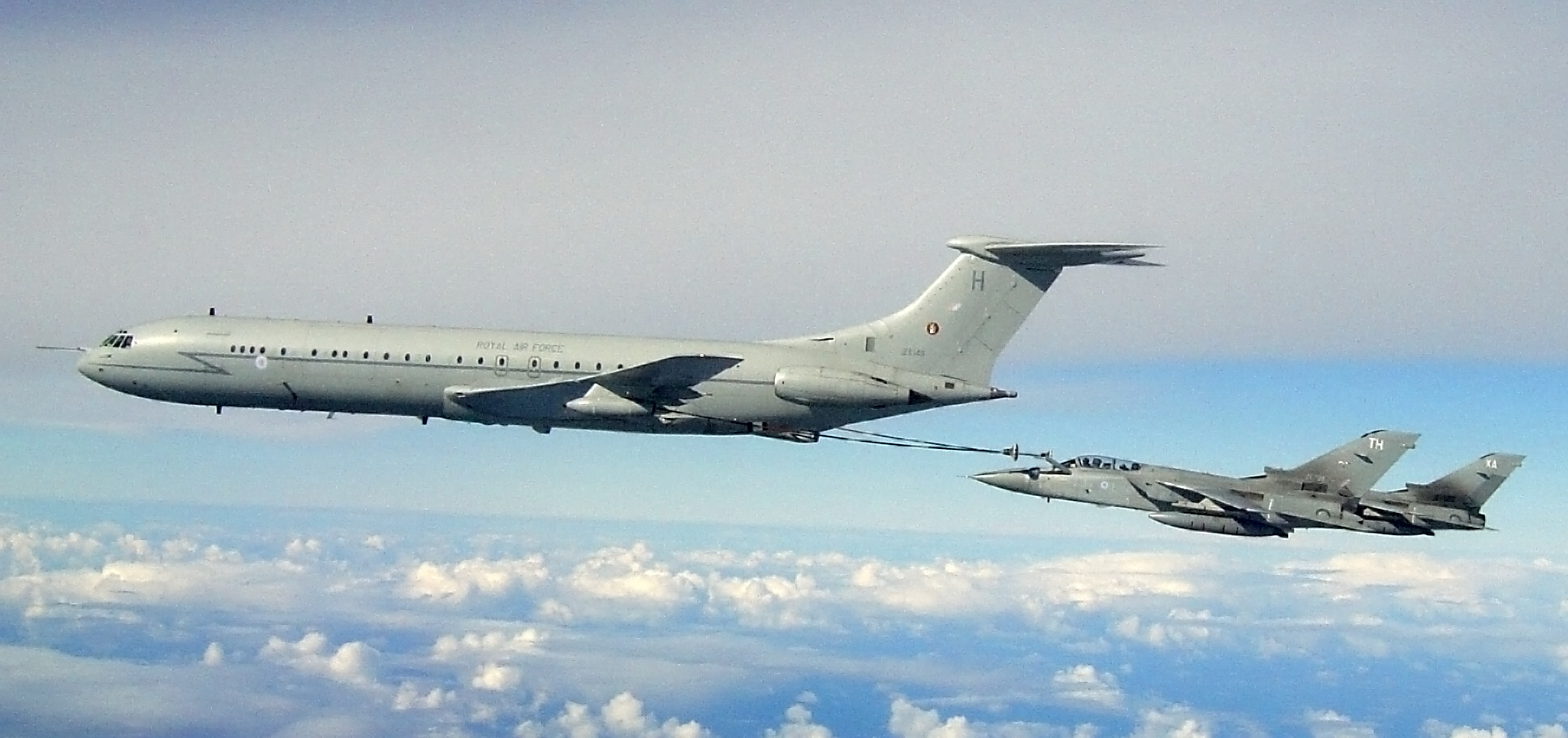
Vickers VC10 de la Royal Air Force ravitaillant des Panavia Tornado en 2005.
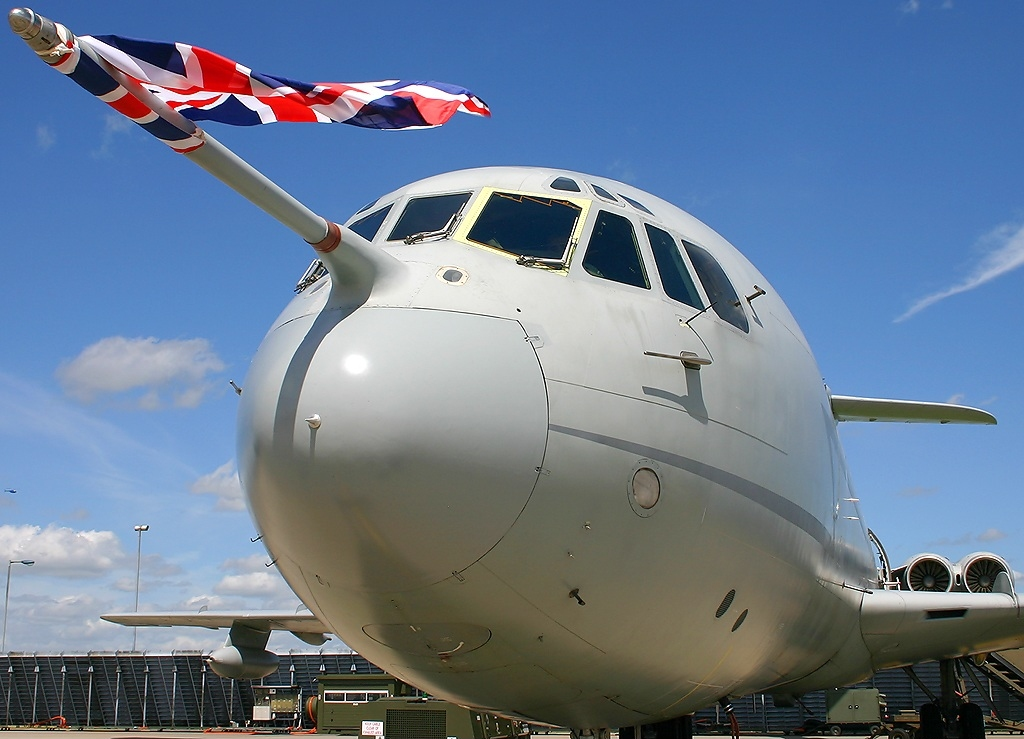
Perche permettant à l'avion d'être lui-même ravitaillé.
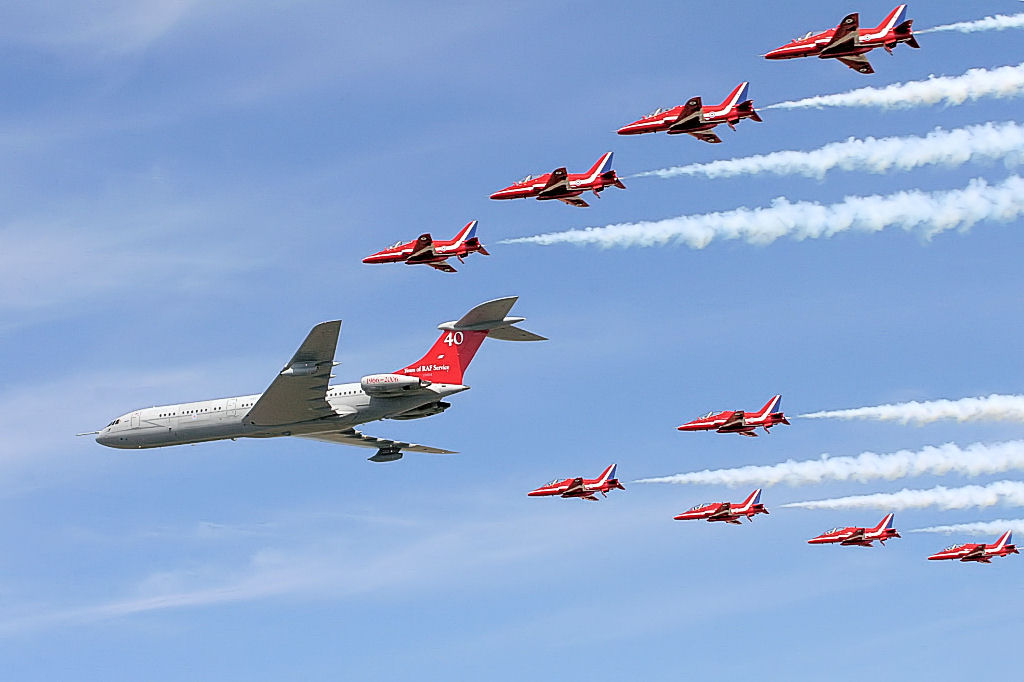
Parade avec les Red Arrows.

## Essais en vol du RB.211
En 1970, un VC10 C1 loué à la RAF est utilisé par Rolls-Royce dans le cadre des essais en vol du nouveau réacteur Rolls-Royce RB.211. Ce turbofan, développé pour le Lockheed L-1011 TriStar, et dont différentes versions équipent plus tard des Boeing 747 et bien d'autres avions, représente une innovation par son taux de dilution de cinq et sa structure triple corps. Les deux réacteurs Conway du côté gauche de l'appareil sont démontés, et, avec une nacelle construite sur mesure, un unique RB.211 les remplace. Cette configuration permet d'effectuer les tout premiers essais en vol, avant le montage sur une cellule Tristar. Après la campagne de tests, il s'avère que le fuselage a été déformé par l'asymétrie de poussée pendant les essais et l'avion n'est pas remis en service.
Après cette campagne d'essais, il est proposé de remotoriser les VC10 avec deux RB.211, avec à la clé une réduction importante de la consommation. Ce projet, jugé trop coûteux, n'est jamais mené à terme.

## Avions perdus
Le VC10 reste dans les mémoires comme un avion très fiable, qui n'a subi aucun accident lié à sa conception ou à sa construction. Des appareils ont cependant été perdus dans des circonstances variées : 
| Date              | Lieu                                              | Type          | Numéro de série | Opérateur                            | Causes | Nombre de victimes |
| ----------------- | ------------------------------------------------- | ------------- | --------------- | ------------------------------------ | --- | ------------------ |
| 28 décembre 1968  | Aéroport international de Beyrouth - Rafic Hariri | VC10 Standard | 824 (9G-ABP)    | Middle East Airlines                 | Attaque israélienne : Opération Gift. | Aucune             |
| 20 novembre 1969  | Vers Lagos (Nigeria)                              | VC10 Standard | 804 (5N-ABD)    | Nigeria Airways                      | Vol Nigeria Airways 825. Descente trop rapide lors d'une approche. | 87/87              |
| 12 septembre 1970 | Base aérienne d'Azraq                             | Super VC10    | 864 (G-ASGN)    | British Overseas Airways Corporation | Détournements de Dawson's Field. | Aucune             |
| 28 janvier 1972   | Aéroport de Londres-Gatwick                       | VC10 Standard | 803 (G-ARTA)    | British Caledonian                   | Mauvais atterrissage au terme d'un vol de convoyage. Irréparable. | Aucune             |
| 18 avril 1972     | Addis-Abeba (Éthiopie)                            | VC10-1154     | 881 (5X-UVA)    | East African Airways                 | Vol East African Airways 720. L'avion roule sur un débris et l'équipage décide d'annuler le décollage, mais l'avion ne parvient pas à s'arrêter avant la fin de la piste à cause d'un mauvais remontage des freins à la suite de leur entretien. | 43/107             |
| 3 mars 1974       | Aéroport d'Amsterdam-Schiphol                     | Super VC10    | 865 (G-ASGO)    | British Overseas Airways Corporation | Détournement et prise d'otage. Aucune victime, mais avion détruit. | Aucune             |
| 18 décembre 1997  | RAF Brize Norton                                  | VC10 C.1K     | 867 (XR806)     | Royal Air Force                      | L'avion bascule sur la queue en raison du non-respect des procédures de déchargement. Irréparable. | Aucune             |

Un autre avion a été concerné par un détournement : le vol British Airways 870 en 1974. Un passager trouve la mort, mais l'avion n'est pas endommagé.

## Exemplaires préservés

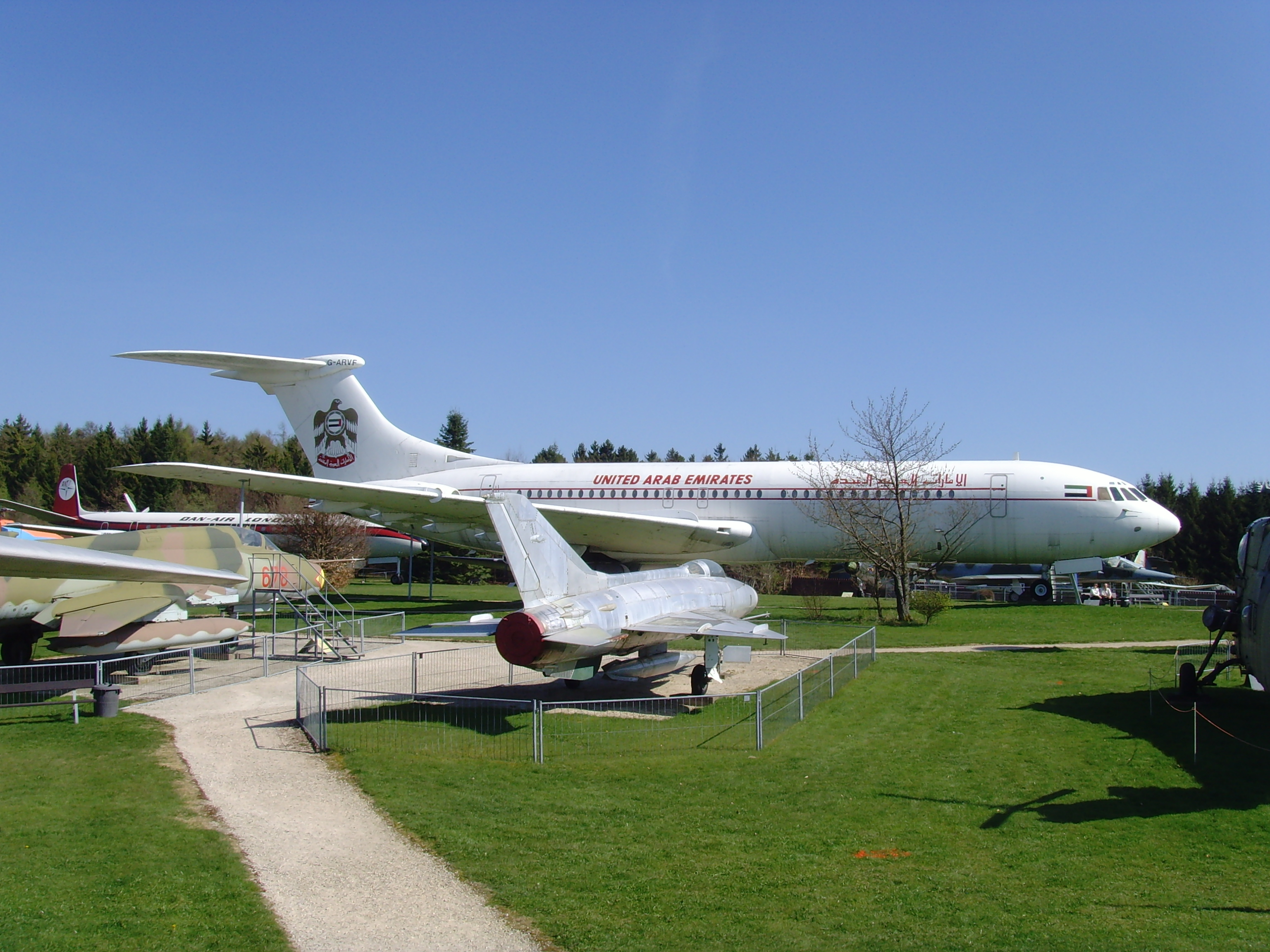
VC10 du musée de Hermeskeil.

Pas moins de huit VC10 et Super VC10 sont intégralement préservés et exposés dans divers musées :
- le no 808 au musée Flugausstellung Peter Junior de Hermeskeil en Allemagne[51], le seul hors du Royaume-Uni ;
- le no 828 au Royal Air Force Museum de Cosford, dans le Shropshire[52] ;
- le no 820 dans ce même musée[31] ;
- le VC10 no 885 (avion utilisé par le sultanat d'Oman) au musée de Brooklands à Weybridge, dans le Surrey[31] ;
- le Super VC10 no 883, ancien avion d'East African Airways, au Cornwall Aviation Heritage Centre de Newquay, dans les Cornouailles[53] ;
- deux Super VC10, l'un exposé (no 863) et l'autre (no 882) en stockage, à l'aérodrome (en) de Bruntingthorpe dans le Leicestershire[54] ;
- un Super VC10 (no 853) exposé à l'aérodrome de Duxford près de Cambridge, dans la collection de la Duxford Aviation Society[55].